# Professional'nyj Futbol'nyj Klub Central'nyj Sportivnyj Klub Armii 2016-2017
Questa voce raccoglie le informazioni riguardanti il Professional'nyj Futbol'nyj Klub CSKA nelle competizioni ufficiali della stagione 2016-2017.

## Divise
| Casa | Trasferta |

## Rosa
Rosa aggiornata all'8 luglio 2016
| N. |                     | Ruolo | Calciatore         |
| -- | ------------------- | ----- | ------------------ |
| 1  | Russia (bandiera)   | P     | Sergej Čepčugov    |
| 2  | Brasile (bandiera)  | D     | Mário Fernandes    |
| 3  | Svezia (bandiera)   | C     | Pontus Wernbloom   |
| 4  | Russia (bandiera)   | D     | Sergej Ignaševič   |
| 5  | Russia (bandiera)   | D     | Viktor Vasin       |
| 6  | Russia (bandiera)   | D     | Aleksej Berezuckij |
| 7  | Serbia (bandiera)   | C     | Zoran Tošić        |
| 8  | Bulgaria (bandiera) | C     | Georgi Milanov     |
| 10 | Russia (bandiera)   | C     | Alan Dzagoev       |
| 11 | Russia (bandiera)   | C     | Aleksej Ionov      |
| 14 | Russia (bandiera)   | D     | Kirill Nababkin    |

| N. |                      | Ruolo | Calciatore                |
| -- | -------------------- | ----- | ------------------------- |
| 17 | Russia (bandiera)    | C     | Aleksandr Golovin         |
| 20 | Brasile (bandiera)   | C     | Vitinho                   |
| 24 | Russia (bandiera)    | D     | Vasilij Berezuckij        |
| 25 | Finlandia (bandiera) | C     | Roman Erëmenko            |
| 35 | Russia (bandiera)    | P     | Igor' Akinfeev (capitano) |
| 42 | Russia (bandiera)    | D     | Georgij Ščennikov         |
| 63 | Russia (bandiera)    | A     | Fëdor Čalov               |
| 66 | Israele (bandiera)   | C     | Bibras Natkho             |
| 72 | Russia (bandiera)    | C     | Astemir Gordyushenko      |
| 99 | Nigeria (bandiera)   | A     | Aaron Samuel              |

## Risultati

### Prem'er-Liga
| Kaspijsk 30 luglio 2016 1ª giornata | Anži | 0 – 0 referto | CSKA Mosca | Anži-Arena |

| Orenburg 7 agosto 2016 2ª giornata | Gazovik Orenburg | 0 – 1 referto | CSKA Mosca | Stadio Gazovik |

| Ekaterinburg 13 agosto 2016 3ª giornata | Ural | 0 – 1 referto | CSKA Mosca | SKB-Bank Arena |

| San Pietroburgo 20 agosto 2016 4ª giornata | Zenit San Pietroburgo | 1 – 1 referto | CSKA Mosca | Stadio Petrovskij |

| Tomsk 27 agosto 2016 5ª giornata | Tom' Tomsk | 0 – 1 referto | CSKA Mosca | Trud Stadium |

| Mosca 10 settembre 2016 6ª giornata | CSKA Mosca | 3 – 0 referto | Terek Groznyj | Arena CSKA |

| Samara 18 settembre 2016 7ª giornata | Kryl'ja Sovetov Samara | 1 – 2 referto | CSKA Mosca | Stadio Metallurg (Samara) |

| Mosca 24 settembre 2016 8ª giornata | CSKA Mosca | 1 – 1 referto | Krasnodar | Arena CSKA |

| Rostov sul Don 2 ottobre 2016 9ª giornata | Rostov | 2 – 0 referto | CSKA Mosca | Stadio Olimp-2 |

| Mosca 14 ottobre 2016 10ª giornata | CSKA Mosca | 1 – 0 referto | Ufa | Arena CSKA |

| Mosca 23 ottobre 2016 11ª giornata | Lokomotiv Mosca | 1 – 0 referto | CSKA Mosca | RZD Arena |

| Mosca 29 ottobre 2016 12ª giornata | Spartak Mosca | 3 – 1 referto | CSKA Mosca | Otkrytie Arena |

| Mosca 6 novembre 2016 13ª giornata | CSKA Mosca | 2 – 2 referto | Amkar Perm' | Arena CSKA |

| Tula 18 novembre 2016 14ª giornata | Arsenal Tula | 0 – 1 referto | CSKA Mosca | Stadio Arsenal |

| Mosca 26 novembre 2016 15ª giornata | CSKA Mosca | 0 – 0 referto | Rubin | Arena CSKA |

| Mosca 30 novembre 2016 16ª giornata | CSKA Mosca | 2 – 0 referto | Gazovik Orenburg | Arena CSKA |

| Mosca 3 dicembre 2016 17ª giornata | CSKA Mosca | 4 – 0 referto | Ural | Arena CSKA |

| Mosca 4 marzo 2017 18ª giornata | CSKA Mosca | 0 – 0 referto | Zenit San Pietroburgo | Arena CSKA |

| Mosca 11 marzo 2017 19ª giornata | CSKA Mosca | 4 – 0 referto | Tom' Tomsk | Arena CSKA |

| Groznyj 19 marzo 2017 20ª giornata | Terek Groznyj | 0 – 1 referto | CSKA Mosca | Achmat-Arena |

| Mosca 2 aprile 2017 21ª giornata | CSKA Mosca | 2 – 1 referto | Kryl'ja Sovetov Samara | Arena CSKA |

| Krasnodar 9 aprile 2017 22ª giornata | Krasnodar | 1 – 1 referto | CSKA Mosca | Stadio FC Krasnodar |

| Mosca 15 aprile 2017 23ª giornata | CSKA Mosca | 0 – 0 referto | Rostov | Arena CSKA |

| Ufa 21 aprile 2017 24ª giornata | Ufa | 0 – 2 referto | CSKA Mosca | Neftyanik Stadium |

| Mosca 26 aprile 2017 25ª giornata | CSKA Mosca | 4 – 0 referto | Lokomotiv Mosca | Arena CSKA |

| Mosca 30 aprile 2017 26ª giornata | CSKA Mosca | 1 – 2 referto | Spartak Mosca | Arena CSKA |

| Perm' 6 maggio 2017 27ª giornata | Amkar Perm' | 0 – 2 referto | CSKA Mosca | Stadio Zvezda |

| Mosca 12 maggio 2017 28ª giornata | CSKA Mosca | 3 – 0 referto | Arsenal Tula | Arena CSKA |

| Kazan' 17 maggio 2017 29ª giornata | Rubin | 0 – 2 referto | CSKA Mosca | Kazan Arena |

| Mosca 21 maggio 2017 30ª giornata | CSKA Mosca | 4 – 0 referto | Anži | Arena CSKA |

### Kubok Rossii
| Krasnojarsk 21 settembre 2016 Sedicesimi di finale | Enisej | 2 – 1 referto | CSKA Mosca | Central'nyj stadion KUOR |

### UEFA Champions League
| Arbitro: | Daniele Orsato |

|                           |           |                          |
| Mehmedi 9’ Çalhanoğlu 15’ | Marcatori | 36’ Dzagoev 38’ Erëmenko |

| Arbitro: | Antonio Mateu Lahoz |

|  |           |         |
|  | Marcatori | 71’ Son |

| Arbitro: | Martin Strömbergsson |

|            |           |           |
| Traoré 34’ | Marcatori | 87’ Silva |

| Arbitro: | Matej Jug |

|                             |           |  |
| Germain 13’ Falcao 29’, 41’ | Marcatori |  |

| Arbitro: | Alberto Undiano Mallenco |

|                   |           |             |
| Natkho 76’ (rig.) | Marcatori | 16’ Volland |

| Arbitro: | Nicola Rizzoli |

|                                         |           |             |
| Alli 38’ Kane 45+1’ Akinfeev 77’ (aut.) | Marcatori | 33’ Dzagoev |